# Ilicínea
Ilicínea é um município brasileiro do estado de Minas Gerais. Sua população recenseada em 2022 era de 12 741 habitantes.
O município localiza-se na região sul de Minas Gerais, a cerca de 300 quilômetros de Belo Horizonte. Está situada em uma região fortemente marcada pelo complexo hidrográfico de Furnas. Sua posição estratégica permite o fácil deslocamento para os principais pontos da represa. Ilicínea limita-se com os municípios de Boa Esperança, Carmo de Rio Claro e Guapé. É servida por estradas de rodagem federal, estadual e municipal o que também permite o fácil acesso aos principais pólos regionais e estaduais.[carece de fontes?]
Possui um cotidiano tranquilo, com raízes rurais que ainda hoje não só dominam o imaginário de seus habitantes como também integram a vida da cidade. O comércio concentra-se nas três principais vias: a Rua Direita, Rua 15 de Novembro e a Rua do Comércio. Nesses locais o visitante poderá encontrar Padarias, Farmácias, Mercearias, Lojas de Informática, Consultórios Odontológicos, Escritórios de Contabilidade e Papelarias entre outras variedades de serviços.[carece de fontes?]
O movimento noturno, concentrado na Praça 7 de Setembro, atrai jovens de todas as cidades da região. Em Ilicínea ainda ocorrem os tradicionais bailes, alguns famosos como o de sábado de aleluia. Durante o dia a cidade reserva bons locais de visitação. Suas igrejas, algumas localizadas na região rural, confirmam sua tradição de religiosidade mineira. Tradição que pode ser vista nas romarias e procissões durante o ano.[carece de fontes?]
Entretanto a natureza é que reserva os principais espetáculos ao viajante. As paisagens locais permitem vislumbrar o cenário das conhecidas montanhas de Minas. Montanhas estas que escondem cachoeiras, caminhos e locais que despertam todas as nuances de uma região rica e bela como o sul de Minas Gerais. Para conhecer estes locais basta disposição e espírito aventureiro.[carece de fontes?]
Uma das paisagens mais marcantes da cidade é a Serra do Serrote, montanha que modela o horizonte visto da posição urbana do município. No seu cume, existe uma imagem de Nossa Senhora Aparecida, a padroeira do município. O local é destino de muitos peregrinos no feriado religioso da sexta-feira da paixão.[carece de fontes?]

## Toponímia
A origem do nome do município vem do latim. Em alusão ao antigo nome do distrito Congonhas (espécie de planta encontrada na região) adotou-se Ilice do latim e o sufixo inea, formando assim Ilicínea que somente em 1953 deixou a condição de distrito emancipando-se como município.

## História
Durante o século XVIII, ocasião da conquista e desbravamento da região banhada pelo rio Grande, ocorreram inúmeras lutas entre os integrantes da bandeira de Fernão Dias Paes Leme e os indígenas que povoavam a região. A partir dessas lutas, surgiu uma lenda que falava de um tesouro nas margens do rio Itaci. Essa lenda despertou a cobiça de muitos aventureiros, dentre eles João de Souza Bueno e Constantino de Albuquerque, que se dedicaram à procura do tesouro, sem nada encontrar. Resolveram, então, aproveitar as terras desabitadas e formaram ali o antigo povoado que deu origem ao atual município de Ilicínea. No século XIX, Francisco Inácio de Andrade e Antônio Casemiro Monteiro doaram uma área para construção da Capela de Nossa Senhora Aparecida e, ao seu redor, o povoado foi crescendo, com o nome de Congonhas. No ano de 1923, a antiga denominação mudou para Ilicínea, nome com o qual, trinta anos mais tarde, foi criado o município.

## Geografia

### Área
- Área do Município: 383,1 km²

### População
- Densidade Demográfica: 25,92 hab/km²
- Altitude Média: 300 m

### Clima
- Temperatura Média Anual: 19,4

### Precipitação pluviométrica
- Precipitação Média Anual: 1529,7

## Economia
A principal fonte de emprego do município são as indústrias de confecções em jeans. O agronegócio também é de suma importância, principalmente na cafeicultura e atualmente expandindo-se para a produção de leite.[carece de fontes?]

## Religião
- Igreja Evangélica Assembleia de Deus do Éden
- Igreja Do Evangelho Quadrangular
- Igreja Evangélica Assembleia de Deus Missões
- Missão Batista de Fé Reformada
- Igreja Adventista do Sétimo Dia
- Igreja Católica Apostólica Romana
- Primeira Igreja Batista em Ilicínea
- Igreja Evangélica Assembleia de Deus Ministério Madureira
- Igreja Apostólica Sol da Justiça

## Turismo
- Chapadão
- Cachoeiras
- Areias Cachoeiras Zé Pereira
- Areá para pratica de voo livre morro de sela comunidade urtiga

## Eventos
- Mês de Fevereiro - Carnaval
- Mês de Abril
  - Semana Santa;
  - Subida da serra do serrote;
  - Baile de Aleluia.
- Mês de Junho - Festa de Santo Antonio (Rildo e Lucimara);
  - Arraiá das Escolas
- Mês de Julho - Tradicional Festa do Peão
- Mês de Agosto-Festa do Congado
- Mês de Novembro - Coco Bongo a festa 
  - tunning sound car
- Mês de Dezembro
  - Festa de Aniversário da Cidade
  - Show Pela Paz